# Церковь Симеона Столпника на Поварской
Храм Симео́на Сто́лпника на Поварско́й — православный храм в районе Арбат города Москвы, построенный в 1676—1679 годах по указу царя Фёдора Алексеевича в стиле русского узорочья. Относится к Центральному благочинию Московской епархии Русской православной церкви.
Главный престол освящён в честь Введения во храм Пресвятой Богородицы, приделы — во имя Симеона Столпника и во имя святителя Димитрия Ростовского.

## История
Деревянная церковь стояла на этом месте уже в 1625 году. По одной из версий, она была освящена ко дню венчания на царство Бориса Годунова, так как этот день пришёлся на праздник Симеона Столпника.
Каменная церковь была построена в 1676 году по указу царя Фёдора Алексеевича (по другим версиям — в 1679 году) в стиле русского узорочья, с пятью главами, трапезной, колокольней и двумя приделами, каждый с отдельной апсидой и главкой. Главный престол храма — в честь Введения во храм Пресвятой Богородицы, а приделы — во имя Симеона Столпника и Николая Чудотворца, последний в 1759 году был переосвящён во имя Димитрия Ростовского.
В стенах здания сохранились белокаменные надгробные плиты XVII—XVIII веков.
На церковном участке стоял деревянный дом, в котором в 1819 — середине 1820-х гг. жил актёр П. С. Мочалов.
После революции 1917 года церковь была закрыта и в 1930 году фактически отдана на слом. Чудом уцелев, полуразрушенная, она дожила до строительства трассы Калининского проспекта, и её собирались снести, чтобы она не вносила архитектурный диссонанс с возводимыми высотными зданиями, но усилиями общественности её удалось отстоять. Владимир Десятников писал: 

То, что этот памятник украшает ныне проспект, заслуга вовсе не бывшего главного архитектора Москвы и автора проспекта М. В. Посохина. Сохранил её для Москвы Л. И. Антропов. Когда мощный экскаватор прибыл, чтобы развалить обезображенное перестройками древнее сооружение, Леонид Иванович залез в ковш экскаватора и не дал возможности работать до тех пор, пока Г. В. Алферова и П. Д. Барановский не принесли приказ из Министерства культуры СССР о постановке памятника на государственную охрану

К 1966 году здание почти совсем разрушилось. В 1966—1968 годах прошла его масштабная реставрация, в результате которой была восстановлена изначальная форма кровли, появились даже кресты, которые почти сразу по распоряжению высшего начальства были срезаны; разобраны искажавшие вид здания пристройки и поздние элементы, снят культурный слой до уровня XVII века и сделана вымостка участка вокруг церкви. В первоначальном виде были восстановлены сводчатые перекрытия трапезной, два яруса кокошников и основной объём храма, первоначальные формы оконных и дверных проёмов и их декоративное обрамление.
В 1968 году здание храма отдали Всероссийскому обществу охраны природы, и в нём разместился выставочный зал мелких животных и птиц: морских свинок, белых крыс, попугайчиков, канареек и т. д. Интерьеры храма были окончательно уничтожены. В 1990-х годах в храме устраивались выставки живописи и народного искусства.
В фильме «Иван Васильевич меняет профессию» в эпизоде, где автомобили милиции и скорой помощи едут на вызов, эта церковь дважды попала в кадр, а один раз её изображение было наложено на видео. Обращает внимание надпись «Выставка» крупным шрифтом на щите перед зданием церкви.
В 1990 году на главы храма снова водрузили кресты (по распоряжению заместителя председателя Мосгорисполкома Матросова). В 1992 году церковь Симеона Столпника была вновь передана церкви и заново расписана молодыми художниками. Оказалось, что от прежнего убранства уцелела храмовая икона преподобного Симеона Столпника, сохранявшаяся у прихожан.

## Известные венчания в церкви
Храм был популярен среди московской интеллигенции как место венчания. 6 ноября 1801 года тут состоялось тайное венчание графа Николая Петровича Шереметева и актрисы Прасковьи Ивановны Жемчуговой-Ковалёвой. Венчание проводилось в Москве — подальше от чопорного великосветского Петербурга, но все равно наделало немало шума в высшем свете. Дочь крепостного кузнеца Ковалёва, Параша с 7 лет была взята в шереметьевскую усадьбу Кусково для обучения театральному мастерству. Уроки пения ей давала знаменитая Елизавета Сандунова, жена прославленного комика Силы Сандунова, впоследствии владельца главной из московских бань. Драматическому искусству будущую графиню учила артистка театра Медокса М. С. Синявская. Последний раз Жемчугова сыграла в спектакле «Самнитские браки» в театре подмосковной усадьбы Останкино в 1797 году. Её оперный талант была настолько велик, что говорили, что она могла бы занять одно из первых мест среди прославленных певиц Европы. Владелец крепостного театра граф Николай Петрович Шереметев страстно влюбился в актрису.

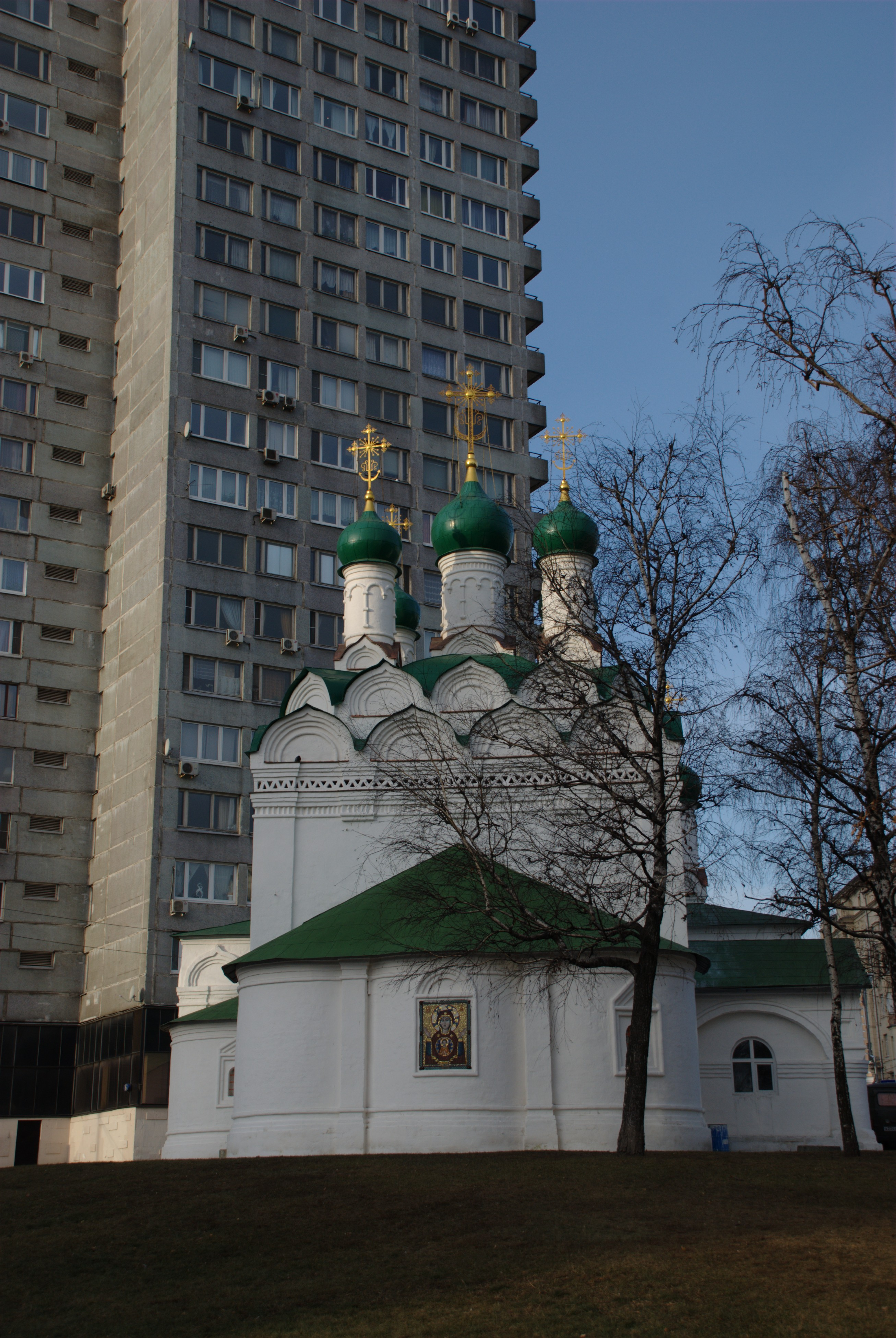
Фотография декабря 2008 г. Купола перекрашены в зелёный цвет.

Здесь же в 1816 году венчались писатель Сергей Тимофеевич Аксаков и Ольга Семеновна Заплатина, дочь суворовского генерала Заплатина и пленной турчанки, красавицы Игель-Сюм. В 1866 году в этом храме венчались Константин Победоносцев (будущий всесильный обер-прокурор Синода) и Елизавета Энгельгардт. А в декабре 1918 года тут венчалась будущая жена Михаила Булгакова, Елена Сергеевна Нюренберг, со своим первым мужем — Юрием Мамонтовичем Неёловым, сыном артиста Мамонта Дальского и адъютантом командующего 16-й армией РККА. А ещё через два года она разошлась с Неёловым и вышла замуж за самого командующего — Евгения Александровича Шиловского (прототип мужа Маргариты из знаменитого романа Булгакова).
1 августа 2005 года в церкви венчались Николай Караченцов и его супруга Людмила Поргина. Таинство состоялось в 30-ю годовщину их свадьбы. Место венчания также было выбрано не случайно. Некоторые эпизоды фильма «Счастье ты моё», в котором Николай Петрович снимался незадолго до аварии, проходили в церкви Симеона Столпника. В этом же храме крестили и его внучку Янину.

## Известные прихожане церкви
Прихожанином церкви Симеона Столпника на Поварской в последние годы жизни был Н. В. Гоголь, живший тогда в доме Толстых на Никитском бульваре. Священник церкви отец Алексий (Соколов), бывший около двадцати лет настоятелем храма, причащал умирающего писателя в феврале 1852 года на дому. Перед смертью писатель произнес свои последние знаменитые слова: «Лестницу! Скорее подавайте лестницу!»